# Caifanes 2019-2020 Tour
Caifanes 2019-2020 Tour es una gira musical de la banda mexicana Caifanes en apoyo a su sencillo Heridos. La gira comenzó el 8 de febrero de 2019 en la ciudad de Milwaukee en Estados Unidos y entrara en receso el 14 de noviembre de 2020 en Colombia.

## Lista de canciones
1. "¿Será por eso?"
2. "Afuera"
3. "Nubes"
4. "Miedo"
5. "Te estoy mirando"
6. "La vida no es eterna"
7. "Viento"
8. "Tortuga"
9. "Piedra"
10. "Heridos"
11. "Antes de que nos olviden"
12. "Cuéntame tu vida"
13. "Ayer me dijo un ave"
14. "Mátenme porque me muero"
15. "Los dioses ocultos"
16. "Amanece"
17. "El Comunicador"
18. "Aviéntame"
19. "Perdí mi ojo de venado"
20. "Aquí no es así"
21. "Nos vamos juntos"

Encore:
1. "Quisiera ser alcohol"
2. "No dejes que..."
3. "La célula que explota"
4. "La Negra Tomasa"

## Fechas
| Norteamérica             |                  |                |                                   |
| 8 de febrero de 2019     | Milwaukee        | Estados Unidos | The Rave Eagles Ballroom          |
| 9 de febrero de 2019     | Chicago          | Estados Unidos | Aragon Ballroom                   |
| 13 de febrero de 2019    | Anaheim          | Estados Unidos | House of Blues                    |
| 15 de febrero de 2019    | Santa Ana        | Estados Unidos | The Observatory                   |
| 16 de febrero de 2019    | San Diego        | Estados Unidos | The Observatory North Park        |
| 23 de febrero de 2019    | Guadalajara      | México         | Terraza Vallarta                  |
| 16 de marzo de 2019      | Ciudad de México | México         | Foro Sol                          |
| 23 de marzo de 2019      | Veracruz         | México         | Auditorio Benito Juárez           |
| 6 de abril de 2019       | Ciudad Juárez    | México         | Parque El Chamizal                |
| 16 de mayo de 2019       | Morelia          | México         | Recinto Ferial                    |
| 18 de mayo de 2019       | Querétaro        | México         | Antiguo Aeropuerto de Querétaro   |
| 7 de junio de 2019       | Tijuana          | México         | Plaza Monumental                  |
| 8 de junio de 2019       | Mexicali         | México         | Ciudad Deportiva de Mexicali      |
| Sudamérica               |                  |                |                                   |
| 12 de junio de 2019      | Quito            | Ecuador        | Casa de la Cultura Ecuatoriana    |
| 13 de junio de 2019      | Cuenca           | Ecuador        | Coliseo Jefferson Pérez           |
| 15 de junio de 2019      | Bogotá           | Colombia       | Movistar Arena                    |
| 16 de junio de 2019      | Bogotá           | Colombia       | Movistar Arena                    |
| Norteamérica             |                  |                |                                   |
| 13 de septiembre de 2019 | Ciudad de México | México         | Auditorio Nacional                |
| 14 de septiembre de 2019 | Ciudad de México | México         | Auditorio Nacional                |
| 21 de septiembre de 2019 | Oaxaca           | México         | Auditorio Guelaguetza             |
| 5 de octubre de 2019     | Mérida           | México         |                                   |
| 12 de octubre de 2019    | Puebla           | México         |                                   |
| 25 de octubre de 2019    | Guadalajara      | México         | Auditorio Telmex                  |
| 29 de octubre de 2019    | Houston          | Estados Unidos |                                   |
| 30 de octubre de 2019    | Dallas           | Estados Unidos |                                   |
| 2 de noviembre de 2019   | McAllen          | Estados Unidos | Centro de Convenciones de McAllen |
| 6 de noviembre de 2019   | Seattle          | Estados Unidos |                                   |
| 7 de noviembre de 2019   | Portland         | Estados Unidos |                                   |
| 9 de noviembre de 2019   | Long Beach       | Estados Unidos |                                   |
| 10 de noviembre de 2019  | San José         | Estados Unidos |                                   |
| 16 de noviembre de 2019  | Tijuana          | Estados Unidos |                                   |
| 29 de noviembre de 2019  | Ciudad de México | México         | Palacio de los Deportes           |
| 30 de noviembre de 2019  | Nuevo León       | México         | Auditorio citiBanamex             |
| 4 de diciembre de 2019   | Miami            | Estados Unidos |                                   |
| 6 de diciembre de 2019   | Duluth           | Estados Unidos |                                   |
| 7 de diciembre de 2019   | Nueva York       | Estados Unidos |                                   |
| 5 de febrero de 2020     | San Diego        | Estados Unidos |                                   |
| 7 de febrero de 2020     | Anaheim          | Estados Unidos |                                   |
| 8 de febrero de 2020     | Indio            | Estados Unidos |                                   |
| 11 de febrero de 2020    | Anaheim          | Estados Unidos |                                   |
| 12 de febrero de 2020    | Anaheim          | Estados Unidos |                                   |
| 14 de febrero de 2020    | Las Vegas        | Estados Unidos |                                   |
| 15 de febrero de 2020    | Phoenix          | Estados Unidos |                                   |
| Latinoamérica            |                  |                |                                   |
| 23 de febrero de 2020    | San José         | Costa Rica     | Estadio Nacional                  |
| Norteamérica             |                  |                |                                   |
| 8 de marzo de 2020       | Tlaxcala         | México         |                                   |
| 15 de marzo de 2020      | Mazatlán         | México         |                                   |
| 16 de mayo de 2020       | San Luis Potosí  | México         |                                   |
| 22 de mayo de 2020       | Morelia          | México         |                                   |
| 19 de junio de 2020      | Aguascalientes   | México         |                                   |
| 20 de junio de 2020      | León             | México         |                                   |
| 5 de septiembre de 2020  | Querétaro        | México         |                                   |
| 24 de octubre de 2020    | San Luis Potosí  | México         |                                   |
| 31 de octubre de 2020    | Las Vegas        | Estados Unidos |                                   |
| Sudamérica               |                  |                |                                   |
| 12 de noviembre de 2020  | Medellín         | Colombia       |                                   |
| 14 de noviembre de 2020  | Ricaurte         | Colombia       |                                   |

## La Banda
Caifanes
| Saúl Hernández (vocalista, guitarra) | Alfonso André (batería, coros)  |
| Sabo Romo (bajo, coros)              | Diego Herrera (teclados, coros) |